# Pedro Reyes
Pedro Antonio Reyes (Antofagasta, 13 november 1972) is een voormalig profvoetballer uit Chili, die speelde als centrale verdediger gedurende zijn carrière. Hij werd in 1997 uitgeroepen tot Chileens voetballer van het jaar.

## Clubcarrière
Reyes speelde clubvoetbal in onder meer Chili, Frankrijk en Paraguay. Hij won drie landstitels met Colo-Colo gedurende zijn carrière. Hij beëindigde zijn loopbaan in 2007, en kwam tot 395 competitieduels en 16 doelpunten. Reyes speelde zijn afscheidswedstrijd op 1 mei 2008 in het Estadio Regional van Club de Deportes Antofagasta. Aan die wedstrijd deden onder anderen zijn WK-ploeggenoten mee, onder wie Iván Zamorano, José Luis Sierra, Jorge Contreras en Javier Margas.

## Interlandcarrière
Reyes speelde 55 officiële interlands voor het Chileens voetbalelftal in de periode 1994-2001, en scoorde vier keer voor de nationale ploeg. Hij maakte zijn debuut in de vriendschappelijke uitwedstrijd tegen de Verenigde Staten (0-2) op zaterdag 30 april 1994 in Albuquerque. Reyes nam met Chili deel aan twee edities van de Copa América (1999 en 2001), en aan het WK voetbal 1998. Daarnaast maakte hij deel uit van de Chileense selectie die de bronzen medaille won bij de Olympische Spelen in Sydney (2000).
| Interlanddoelpunten | Interlanddoelpunten | Interlanddoelpunten | Interlanddoelpunten | Interlanddoelpunten | Interlanddoelpunten | Interlanddoelpunten | Interlanddoelpunten |
| #                   | Datum               | Locatie             | Wedstrijd           | Goal(s)             | Score               | Uitslag             | Wedstrijd           |
| ------------------- | ------------------- | ------------------- | ------------------- | ------------------- | ------------------- | ------------------- | ------------------- |
| 1                   | 29/04/1997          | Santiago            | Chili – Venezuela   | 66'                 | 5 – 0               | 6 – 0               | WK-kwalificatie     |
| 2                   | 12/10/1997          | Santiago            | Chili – Peru        | 57'                 | 2 – 0               | 4 – 0               | WK-kwalificatie     |
| 3                   | 11/07/1999          | Luque               | Chili – Colombia    | 25'                 | 1 – 1               | 3 – 2               | Copa América        |
| 4                   | 11/07/1999          | Luque               | Chili – Colombia    | 50'                 | 2 – 2               | 3 – 2               | Copa América        |

## Erelijst
Colo-Colo
- Primera División

1996, 1997, 1998
- Chileens voetballer van het jaar

1997